# Bothynus villiersi
Bothynus villiersi är en skalbaggsart som beskrevs av S. Endrödi 1968. Bothynus villiersi ingår i släktet Bothynus och familjen Dynastidae. Inga underarter finns listade.